# 福井近夫
福井 近夫（ふくい ちかお、1897年〈明治30年〉4月1日 - 1982年〈昭和57年〉4月29日）は、日本テレビ放送網第3代社長。

## 略歴
1917年、神戸商業大学を中退して読売新聞社に入社。読売新聞社管理部長を経て、小樽新聞社営業局長、西日本新聞社監査役、京都日日新聞社代表、京都新聞社取締役を歴任。
日本テレビ放送網の経歴
- 1952年10月28日 - 日本テレビ放送網の設立に参加。
- 1955年12月 - 常務取締役
- 1957年12月 - 専務取締役
- 1967年7月21日 - 取締役社長
- 1970年5月29日 - 取締役相談役
- 1971年5月28日 - 最高顧問

## 家族
息子に元トヨタ・チーム・ヨーロッパ（TTE）副社長の福井敏雄がいる。